# مطار أجاكسيو
مطار أجاكسيو نابليون بونابرت، (إياتا: CDG، إيكاو: LFPG) "مطار كامبو ديل أورو"، هو المطار الرئيسي الذي يخدم أجاشيو في جزيرة كورسيكا الفرنسية. يقع في أجاكسيو، وهي بلدية من مقاطعة جنوب كورسيكا.

## الموقع
يقع على بعد 5 كم (3.1 ميل) إلى الشرق من الميناء. المطار هو القاعدة الرئيسية لشركات الطيران الإقليمية إير كورسيكا، التي تدير خدمات إلى متروبوليتان فرنسا. يدعى لنابليون بونابرت، الذي ولد في اجاكسيو.